# FreeCulture.org

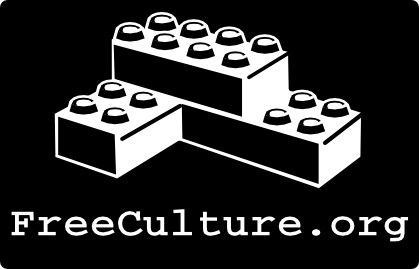
Logo FreeCulture.org

FreeCulture.org, denominada también FreeCulture (en español cultura libre), The Free Culture Movement (movimiento de la cultura libre), y otras variaciones respeto del tema de la cultura libre, es una organización estudiantil internacional que tiene como objetivo promover los ideales de la cultura libre, como la participación cultural y el acceso a la información. Recibió su inspiración de la obra del profesor de derecho de la Universidad de Stanford, Lawrence Lessig, quien escribió el libro Free Culture. Tiene una colaboración frecuente con otras ONG de cultura libre, incluyendo Creative Commons. 
FreeCulture.org tiene presencia en más de 30 campus universitarios alrededor del mundo y cuenta con una historia de activismo.

## Enlaces
- FreeCulture

- Datos: Q3752868